# El Cedral, Nuevo León
El Cedral är en ort i Mexiko.   Den ligger i kommunen Galeana och delstaten Nuevo León, i den centrala delen av landet, 600 km norr om huvudstaden Mexico City. El Cedral ligger 2 111 meter över havet och antalet invånare är 131.
Terrängen runt El Cedral är kuperad österut, men västerut är den bergig. Terrängen runt El Cedral sluttar österut. Runt El Cedral är det mycket glesbefolkat, med 5 invånare per kvadratkilometer. Närmaste större samhälle är Galeana, 13,2 km sydost om El Cedral. I omgivningarna runt El Cedral växer huvudsakligen savannskog.